# Spinochordodes cameranoi
Spinochordodes cameranoi är en tagelmaskart som beskrevs av Kirjanova 1950. Spinochordodes cameranoi ingår i släktet Spinochordodes och familjen Chordodidae. Inga underarter finns listade i Catalogue of Life.